# Apaches (voyous)
Pour les articles homonymes, voir Apache.

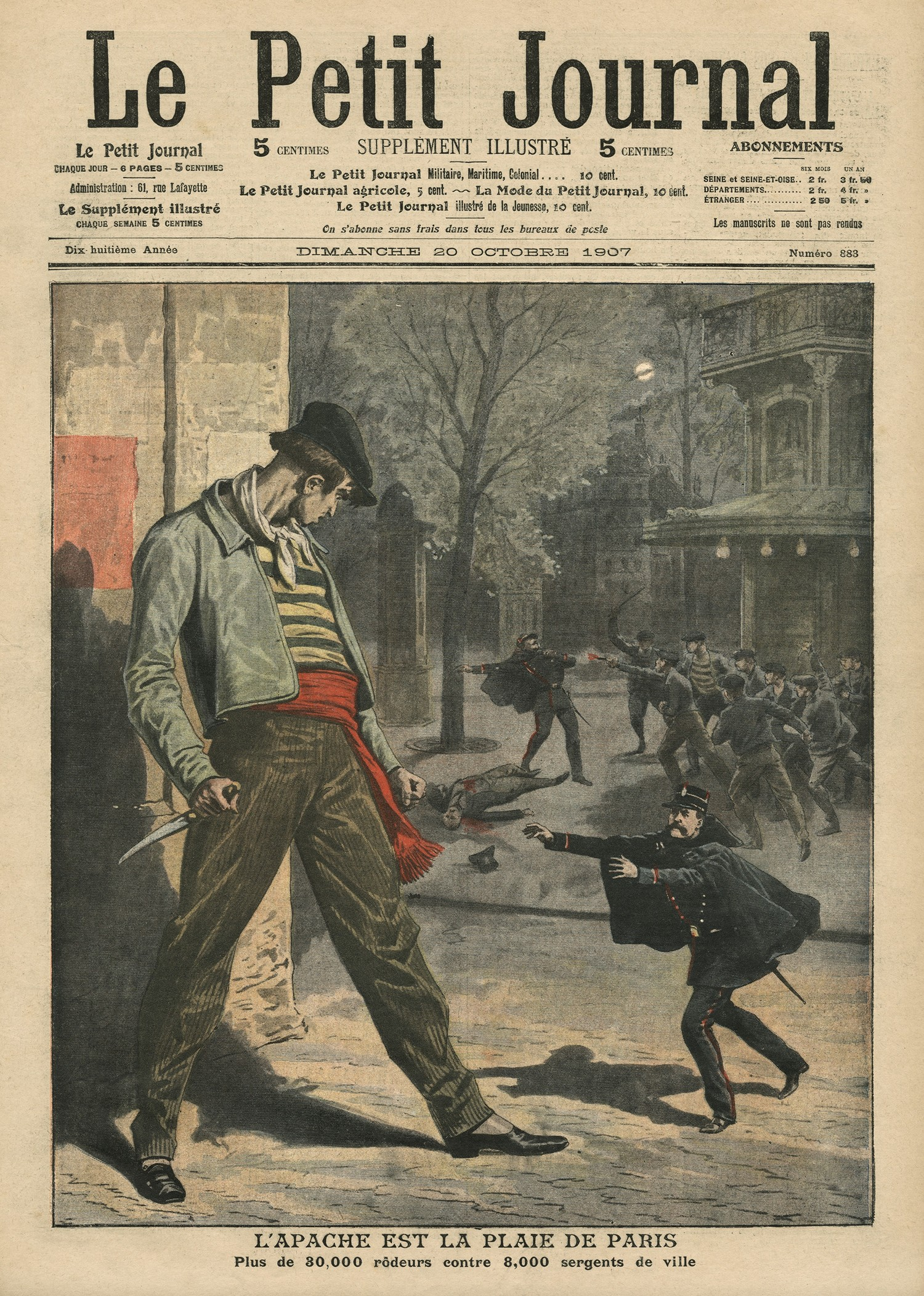
Portant une casquette plate à visière de titi parisien, un foulard rouge, un veston sur pull rayé, un pantalon mince des g'noux et large des pattes (Aristide Bruand) ainsi que des chaussures luisantes de cirage, un apache surdimensionné domine la police parisienne qu'il menace de son surin. À l'arrière-plan, un bourgeois gît dans son sang tandis qu'une bande d'apaches s'en prend à un policier. La légende de l'illustration affirme : L'apache est la plaie de Paris. Plus de 30000 rôdeurs contre 8000 sergents de ville (supplément illustré du Petit Journal, 20 octobre 1907).
Par une série de unes consacrées à l'« apacherie », le quotidien participe pleinement à la campagne sécuritaire lancée par Le Matin, notamment contre le projet d'abolition de la peine de mort débattu à l'époque,,

Les apaches sont des bandes criminelles du Paris de la Belle Époque. Ce terme, qui apparaît vers 1900, résulte d'une construction médiatique basée sur un ensemble de faits divers. En 1902, deux journalistes parisiens, Arthur Dupin et Victor Morris, nomment ainsi les petits truands et voyous de la rue de Lappe (dans le 11e arrondissement de Paris) et « marlous » ceux de Belleville, qui se différencient de la pègre et des malfrats (notamment la bande à Bonnot) par leur volonté de s'afficher et, parfois, par la revendication de cette appellation.
L'apacherie désigne ainsi la manière d'être ou de parler des apaches.

## Histoire

### Origines du phénomène

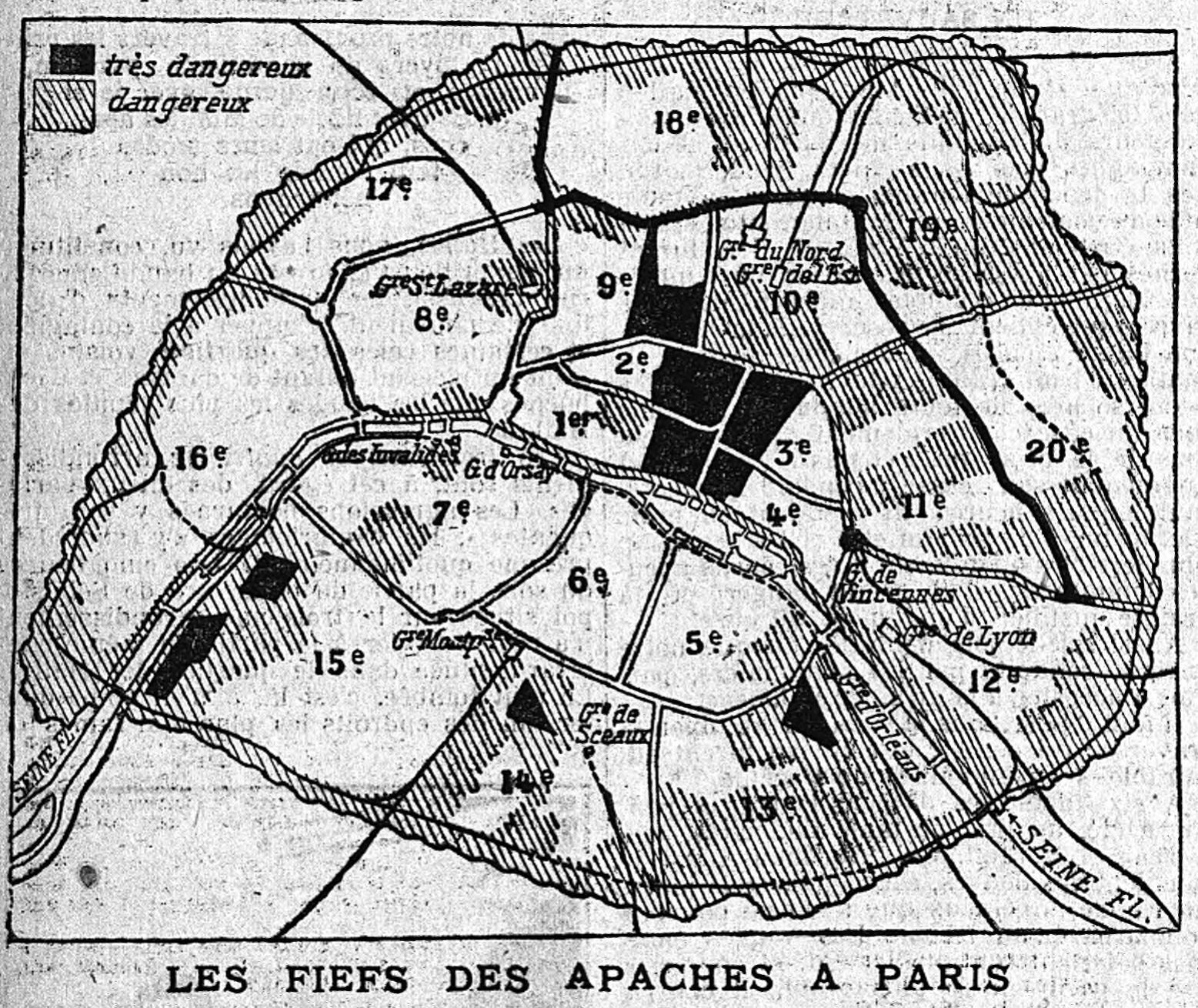
Publiée dans Le Matin, cette carte de Paris pointe les fiefs des gangs apaches (30 septembre 1907).

Les premières utilisations attestées du terme « apache » remontent à 1900. Le terme y est alors utilisé par le journal Le Matin pour décrire une bande bellevilloise, caractérisée par un grain de beauté tatoué sur la joue droite ou sous l'œil. Il est popularisé en décembre 1900, lors de l'assassinat de deux ouvriers dans la rue Piat. C'est à cette occasion que le journaliste du Matin Henri Fouquier élabore une première véritable définition du terme « apache » dans la presse :

« Par contre, nous avons l'avantage de posséder, à Paris, une tribu d'Apaches dont les hauteurs de Ménilmontant sont les Montagnes rocheuses. Ceux-ci font beaucoup parler d'eux [...]. Ce sont des jeunes hommes pâles, presque toujours imberbes, et l'ornement favori de leur coiffure s'appelle les rouflaquettes. Tout de même, ils vous tuent leur homme comme les plus authentiques sauvages, à ceci près que leurs victimes ne sont pas des étrangers envahisseurs, mais leurs concitoyens français. »

Cette première définition associe durablement les apaches à des bandes de jeunes effectuant des actes de violence gratuite, de vols associés à de la violence, ou même des viols.

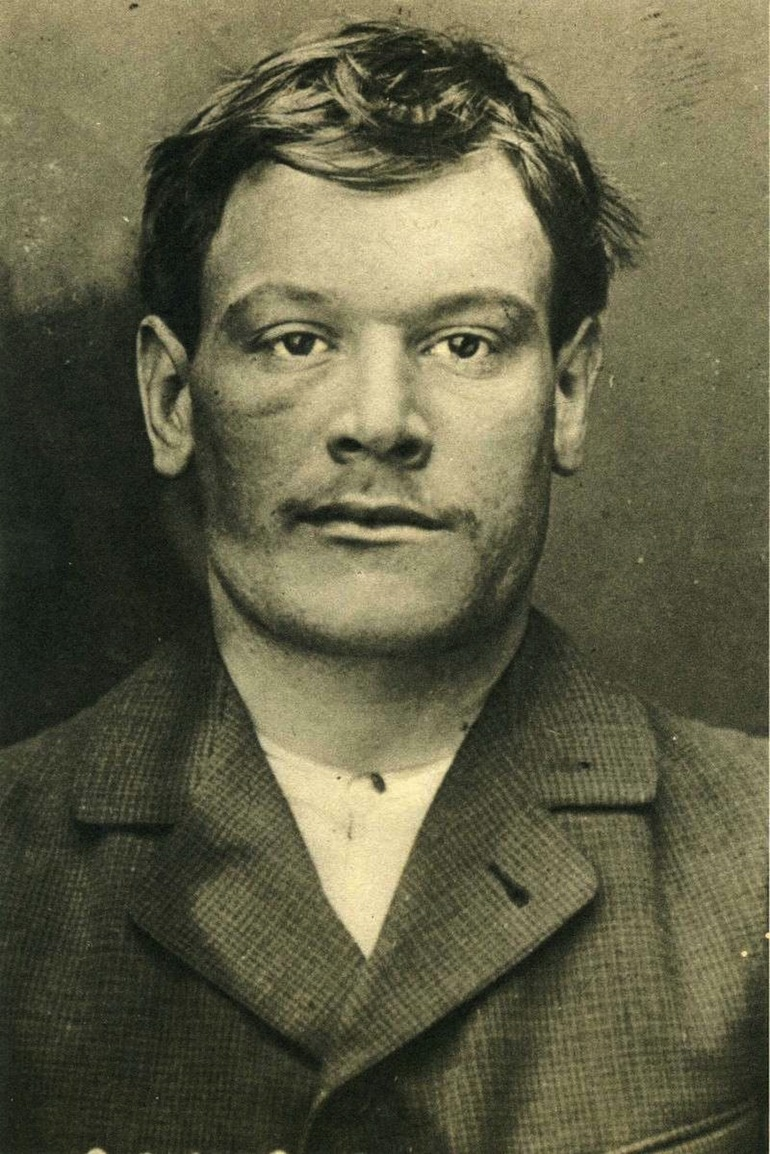
Photographie d'identité judiciaire de Joseph Pleigneur, dit Manda.

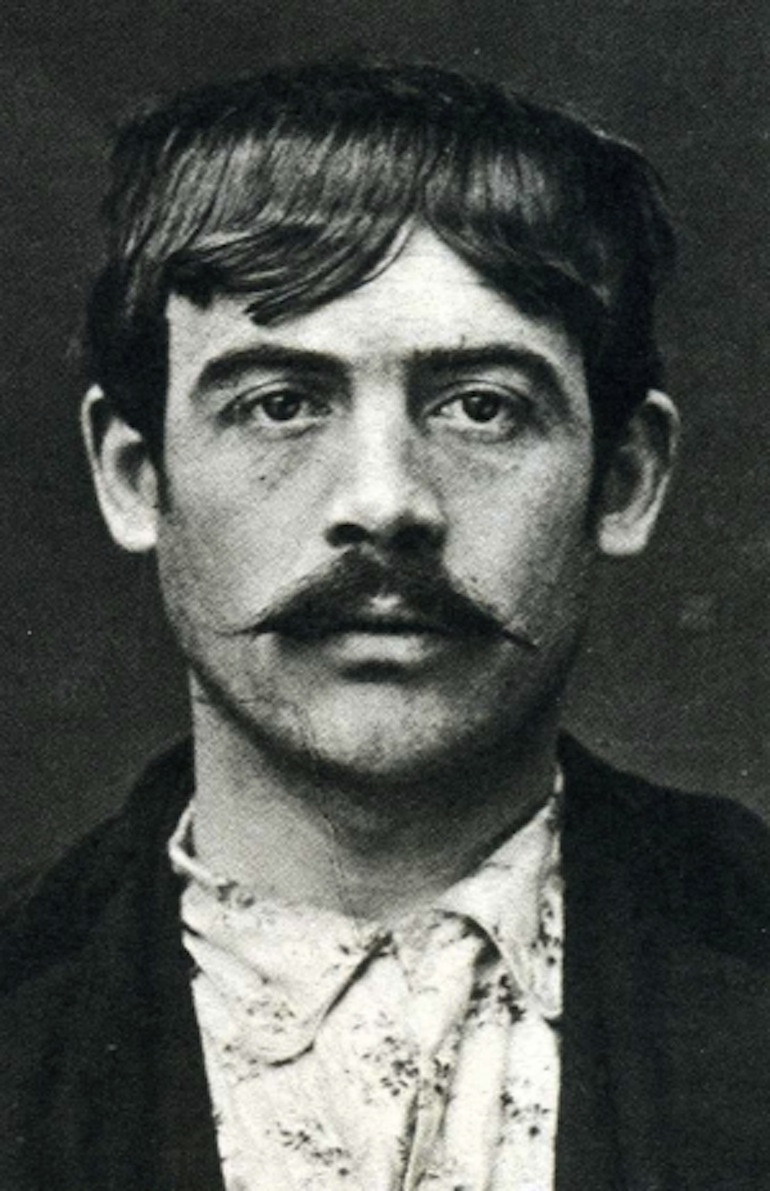
Photo d'identité judiciaire de François Leca.

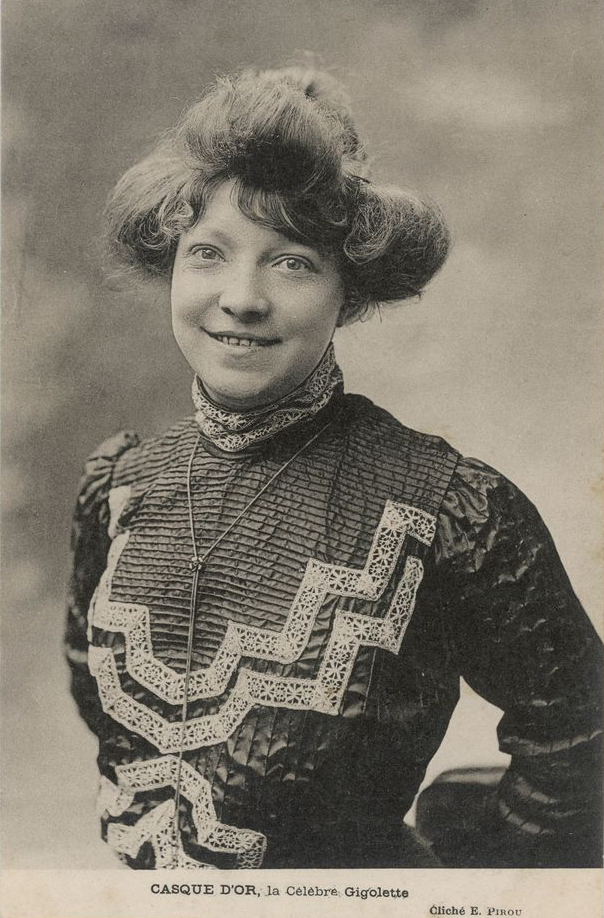
Amélie Élie dite « Casque d'Or » (carte postale, vers 1900).

Le terme se généralise en 1902, lors de l'affaire Casque d'Or, du surnom donné à la prostituée Amélie Élie : deux bandes s'y affrontent alors pour cette prostituée. Les deux « chefs » rivaux, Manda et Leca, y sont alors qualifiés d'« apaches », sans que l'information soit pour autant vérifiable ou certaine, permettant aux journaux d'utiliser ce terme intrigant et percutant dans les titres de leurs articles. Entre le 5 juin et le 3 août 1902, Casque d'Or publie ses « Mémoires » en dix-huit livraisons dans la revue littéraire Fin de siècle. Si l'authenticité de ces mémoires est soumise à caution,, ce feuilleton donne un nouveau souffle au phénomène apache dans la presse. Dès lors, le terme se généralise pour couvrir également le proxénétisme et la prostitution, et, à partir de 1903, est utilisé pour décrire l'ensemble de la pègre parisienne – mais aussi, ponctuellement, pour décrire des criminels originaires de Lyon, Bordeaux ou Marseille. L'« apache » demeure cependant profondément associé à la capitale : Le Matin déclare ainsi le 26 novembre 1908 qu'il « fait partie des curiosités parisiennes au même titre que la Tour Eiffel ou les Invalides ».
La paternité exacte de l'expression est incertaine. Elle est souvent attribuée aux rédacteurs en chef des principaux journaux de l'époque qui relataient les faits de ces voyous (Le Matin et Le Petit Journal), mais pourrait également provenir d'une description indignée du comportement de jeunes délinquants ou bien, directement, des jeunes concernés eux-mêmes. Pour l'historien Dominique Kalifa, le terme renvoie à la fois au « roman de la prairie » et au « mythe romantique des barbares » – il s'ancre en effet dans les stéréotypes de la culture populaire et le succès de l'image du Far West,.
Le Petit Journal illustré du 23 janvier 1910 décrit ainsi les origines du terme :

« J'ai vu souvent des gens s'étonner de cette dénomination appliquée aux jeunes rôdeurs parisiens, dénomination dont ceux-ci se glorifient d'ailleurs, et il m'a paru curieux d'en rechercher l'origine. Je vous la donne telle qu'elle me fut contée.
C'est au commissariat de Belleville que, pour la première fois, ce terme fut appliqué à nos jeunes malandrins des faubourgs. Ce soir-là, le secrétaire du commissariat interrogeait une bande de jeunes voyous qui, depuis quelque temps, ensanglantait Belleville par ses rixes et ses déprédations et semait la terreur dans tout le quartier. La police, enfin, dans un magistral coup de filet, avait réussi à prendre toute la bande d'un seul coup, et les malandrins, au nombre d'une douzaine, avaient été amenés au commissariat où le « panier à salade » allait bientôt venir les prendre pour les mener au Dépôt.
En attendant, les gredins subissaient un premier interrogatoire. Aux questions du secrétaire, le chef de la bande, une jeune « Terreur » de dix-huit ans, répondait avec un cynisme et une arrogance extraordinaires. Il énumérait complaisamment ses hauts faits et ceux de ses compagnons, expliquait avec une sorte d'orgueil les moyens employés par lui et par ses acolytes pour dévaliser les magasins, surprendre les promeneurs attardés et les alléger de leur bourse ; les ruses de guerre, dont il usait contre une bande rivale avec laquelle lui et les siens étaient en lutte ouverte. Il faisait de ses exploits une description si pittoresque, empreinte d'une satisfaction si sauvage, que le secrétaire du commissariat l'interrompit soudain et s'écria :
— Mais ce sont là de vrais procédés d'Apaches. 
Apaches !... le mot plut au malandrin... Apaches ! Il avait lu dans son enfance les récits mouvementés de Mayne Reid, de Gustave Aimard et de Gabriel Ferry... Apaches !... oui l'énergie sombre et farouche des guerriers du Far West était assez comparable à celle que déployaient aux alentours du boulevard extérieur les jeunes scélérats qui composaient sa bande... Va, pour Apaches! Quand les gredins sortiront de prison — ce qui ne dut pas tarder, vu l'indulgence habituelle des tribunaux — la bande se reconstitua sous les ordres du même chef, et ce fut la bande des « Apaches de Belleville ». Et puis le terme fit fortune. Nous eûmes bientôt des tribus d'apaches dans tous les quartiers de Paris : tant et si bien que le mot prit son sens définitif et qu'on ne désigna plus autrement les rôdeurs de la grande ville. Aujourd'hui l'expression est consacrée ; la presse l'emploie journellement, car les apaches ne laissent pas passer un jour sans faire parler d'eux... Il ne manque plus que de la voir accueillie par le dictionnaire de l'Académie... »

### Vues de la presse de la Belle Époque

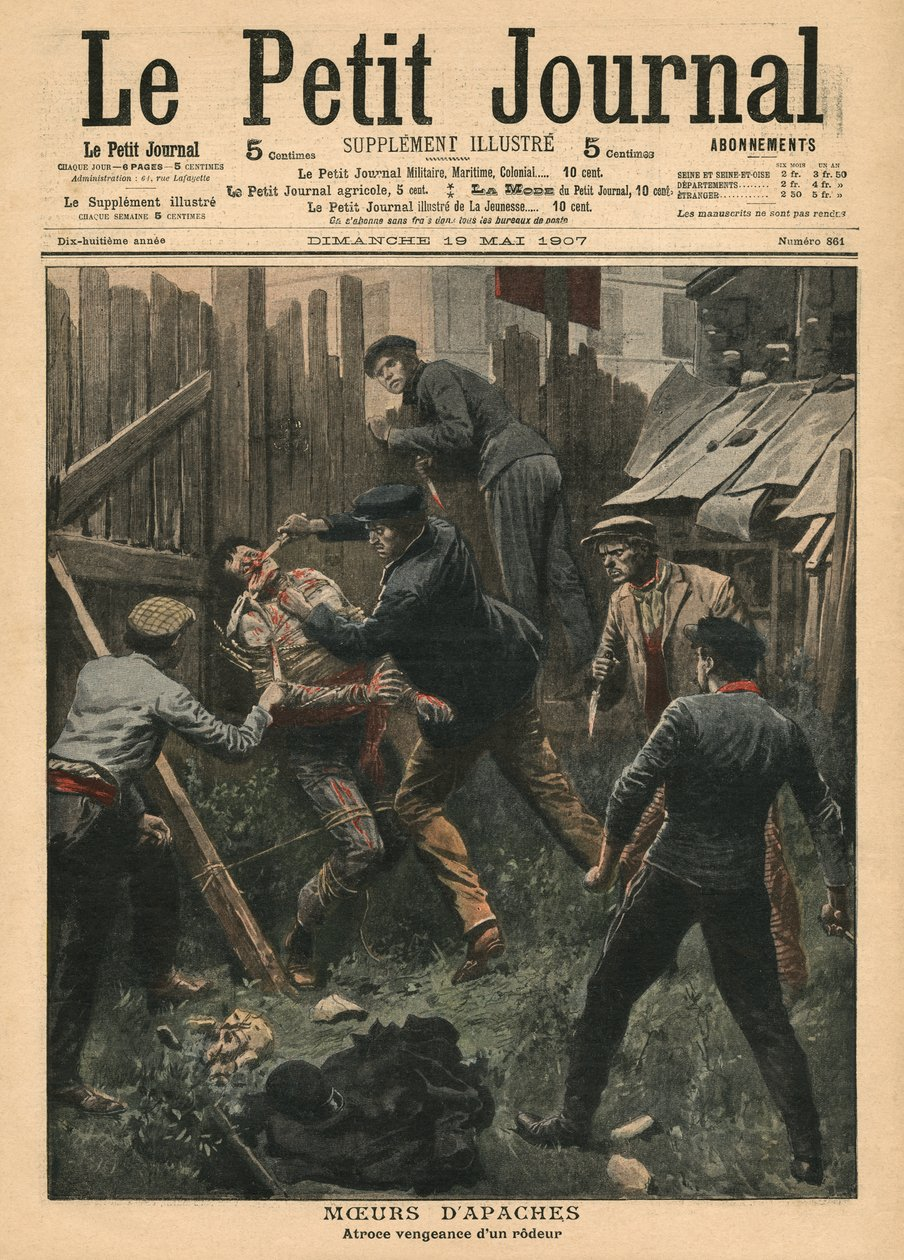
« Mœurs d'apaches. Atroce vengeance d'un rôdeur ». Supplément illustré du Petit Journal, 19 mai 1907.

À partir de 1902 et des évènements entourant Casque d'Or, les faits divers attribués aux « apaches » se multiplient dans la presse. Le 1er novembre 1903, Le Petit Journal relate l'altercation de deux jeunes femmes « apaches », Louise Hénin et Andrée Merle, qui se solde par une blessure de la première. Le 14 août 1904, Le Petit Journal signale une « véritable bataille rangée entre agents et rôdeurs » près de la rue de la Roquette, ainsi que des rixes quotidiennes sur le boulevard de Sébastopol. Les unes de journaux convoquent régulièrement la figure de l'apache, à l'occasion de rafles dans des bars dans Le Petit Journal Illustré du 3 mars 1907, du meurtre du gardien Louis Monnier par le menuisier Jolibois dans L'Éclair du 12 mars 1907, ou encore d'arrestations multiples lors du 1er mai parisien dans Le Petit Journal du 13 mai 1906. Le Petit Journal évoque également « L'atroce vengeance d'un rôdeur » le 19 mai 1907, l'incendie d'une usine et l'attaque d'agents le 26 mai 1907, l'attaque d'une voiture cellulaire le 7 juillet 1907, une rafle au Bois de Boulogne le 28 juillet 1907, et la correction de deux voleurs par un fort des Halles le 22 septembre 1907.
Ce portrait dantesque de la criminalité juvénile et parisienne est à replacer dans le contexte des années 1906 et 1907, qui voient se développer la rumeur de la suppression de la guillotine. La description du phénomène apache sert alors à faire pression sur l'opinion publique et sur les parlementaires, comme illustré par l'existence d'une rubrique consacrée à la « campagne anti-apaches » dans Le Matin. Le Petit Parisien organise même en 1907 un referendum, donnant une majorité écrasante aux partisans de la guillotine, en opposition directe au président Armand Fallières, qui avait gracié les 70 condamnés à mort des années 1906 et 1907.
Le rapport systématique de faits divers, réels ou exagérés, contribuent à entretenir un sentiment d'insécurité. La criminalité paraît en hausse continuelle, la ville mal gardée. À Paris, les jeunes de moins de vingt et un ans représentent 26 % des arrêtés, contre 19 % dans le reste de la France. En réalité, il y a plutôt eu stabilisation des arrestations de jeunes de seize à vingt-et-un ans entre 1904 et 1910, au cœur de la « folie apache » : pour exemple, les chiffres de la Seine passent de neuf mille cinq cents en 1902 à moins de sept mille en 1910. Le sentiment généralisé d'inadéquation des modes de répression donne lieu à des pamphlets tels que « Faut-il fouetter les apaches ? », publié en 1910 par le docteur Lejeune. Il y appelle à revenir à la punition individuelle et publique, pourtant abolie depuis 1789, afin d'humilier des jeunes trop vaniteux, les déshonorer aux yeux de leurs bandes et leur faire perdre la faveur des filles.

### Disparition des apaches

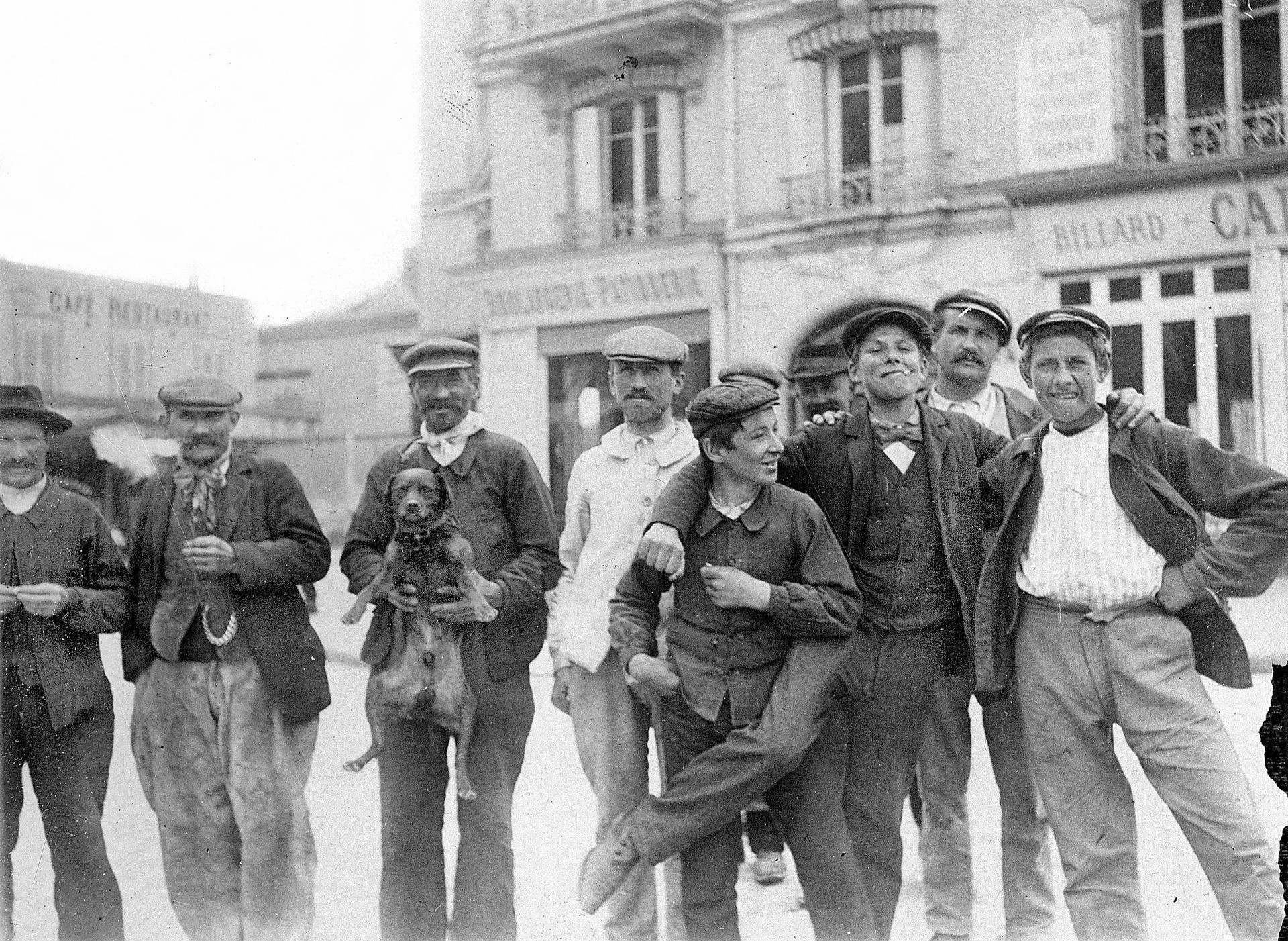
Types de « joyeux » ou apaches en France vers 1900.

En réponse au développement d'une criminalité juvénile, un véritable Code de l'enfance, avec une justice spécifique, est développé au début du XXe siècle. En 1912, les tribunaux pour enfants sont créés : l'enfant y comparaît sans sa « bande de copains » et, pour la première fois, est assisté d'un psychologue judiciaire. Ces mesures pourraient avoir été prises avec la volonté de prévenir le développement de nouvelles bandes d'apaches.
Les jeunes ne sont cependant pas directement concernés par ce phénomène. La question de la jeunesse est en effet un point mort des sollicitudes sociales de l'époque, et elle ne se retrouve prise en compte que par la loi de défense nationale, le service militaire et les bataillons disciplinaires. Cette réponse est, par ailleurs, jugée comme parfaitement appropriée. Le journaliste et essayiste Louis Latzarus souligne ainsi dans un article dans la Revue de Paris, le 1er juin 1912, que toutes les violences apaches sont dues à des « qualités guerrières mal employées ». Les mentions des apaches disparaissent cependant progressivement à partir du début de la Première Guerre mondiale – ce fait et les nombreuses pertes engendrées par ce conflit sur cette classe d'âge de la population poussent l'historienne Michelle Perrot à désigner la guerre comme « veuve suprême » des apaches.
Le terme est à nouveau utilisé avec la montée du sentiment anti-américain en 1923 pour critiquer la conduite des Américains en France, notamment les bagarres et les expulsions de clients noirs imputées au « préjugé de race » américain. On affirme ainsi que « Montmartre ne sera pas la colonie des Apaches ».

## Mythe

### Phénomène aux contours flous
Loin de se limiter à un seul phénomène et à une seule bande de jeunes, ce terme est une véritable bannière recouvrant à la fois « l'escroc, l'escarpe, le rôdeur de barrière, le faquin à poignard, l'homme qui vit en marge de la société, prêt à toutes les besognes pour ne pas accomplir un labeur régulier, le misérable qui crochète une porte ou éventre un passant », comme résumé par le journal Le Gaulois le 13 septembre 1907. L'historienne Michelle Perrot considère que le terme est un « nouveau synonyme de bandit », avec pour seule nuance qu'il ajoute à l'idée de la délinquance celle d'une « certaine contestation de l'ordre social ».
En effet, le terme cristallise l'inquiétude que suscite la jeunesse urbaine depuis les années 1880 : la société vieillissante y voit la manifestation d'une jeunesse qui refuse de travailler. Le phénomène accuse également implicitement la République et le monde ouvrier de « livrer les jeunes à eux-mêmes et de négliger l'éducation, ce pilier de la culture bourgeoise », créant dès lors une génération vouée à enfanter de nouveaux criminels. La criminalité juvénile est en effet une préoccupation majeure de la Belle Époque, qui apparaît également dans l'importance donnée au phénomène des hooligans de Londres. L'apache apparaît comme une figure antisociale marquée par la haine du « bourgeois », du « flic » et du « travail », refusant à gâcher sa jeunesse pour aller à l'usine.
La réunion de toutes ces réalités sous une bannière commune donne lieu à une véritable panique morale, développée par des journaux conscients de la popularité du roman-feuilleton. En effet, le motif apache est utilisé à outrance dans la presse, et probablement avec exagération, notamment les grands quotidiens comme Le Petit Journal, Le Petit Parisien, Le Journal et Le Matin – ce dernier tenant régulièrement une rubrique « Paris-Apache ». Les apaches sont dès lors décrits comme une « franc-maçonnerie basée sur une étroite entente dans le mal », qui devient le pendant « réel » des bandes criminelles du roman policier : bande des Ténébreux (dans le Fantômas de Pierre Souvestre et Marcel Allain), Secte noire (Dans La Fiancée de la secte noire de Guy de Téramond), etc.. En dépit de leur diabolisation, les apaches apparaissent comme fascinants pour la jeunesse populaire – ils s'illustrent comme les « héritiers des bandits de grand chemin célébrés jadis par la littérature de colportage que les feuilletons de la grande presse a domestiquée ».
L'omniprésence des apaches dans la ville donne lieu à une véritable « topographie apache », avec pour principaux lieux Belleville, Charonne, la Goutte d'or, Sébastopol, Ménilmontant, les fortifications, mais aussi le cabaret de l'Ange Gabriel, lieu central de l'histoire de Casque d'Or et de ses deux amants. Le Guide secret des plaisirs parisiens (1906) et Paris-noceur (1910), deux guides touristiques du Paris de la prostitution et du crime, mentionnent ainsi les lieux prisés des apaches.

L'ampleur du phénomène « apache » fait l'objet de spéculations dans les journaux de l'époque, qui consacrent des couvertures et articles entiers à cette question en entendant décrire précisément cette frange de la société. Le Petit Journal déclare ainsi le 20 octobre 1907 : 

« L'Apache est la plaie de Paris
Plus de 30 000 rôdeurs contre 8 000 sergents de ville :
L'apache est la plaie de Paris. Nous démontrons plus loin, dans notre « Variété », que, depuis quelques années, les crimes de sang ont augmenté dans d'invraisemblables proportions. On évalue aujourd'hui à au moins 70 000 le nombre de rôdeurs — presque tous des jeunes gens de quinze à vingt ans — qui terrorisent la capitale. Et, en face de cette armée encouragée au mal par la faiblesse des lois répressives et l'indulgence inouïe des tribunaux, que voyons-nous ?... 8 000 agents pour Paris, 800 pour la banlieue et un millier à peine d'inspecteurs en bourgeois pour les services dits de sûreté. Ces effectifs qui, depuis quinze ans n'ont guère été modifiés, sont absolument insuffisants pour une population dont l'ensemble — Paris et banlieue — atteint, le chiffre énorme de 4 millions d'habitants. C'est ce que nous avons voulu démontrer dans la composition si artistique et si vivement suggestive qui fait le sujet de notre première gravure. »

### Description traditionnelle

#### Micro-société

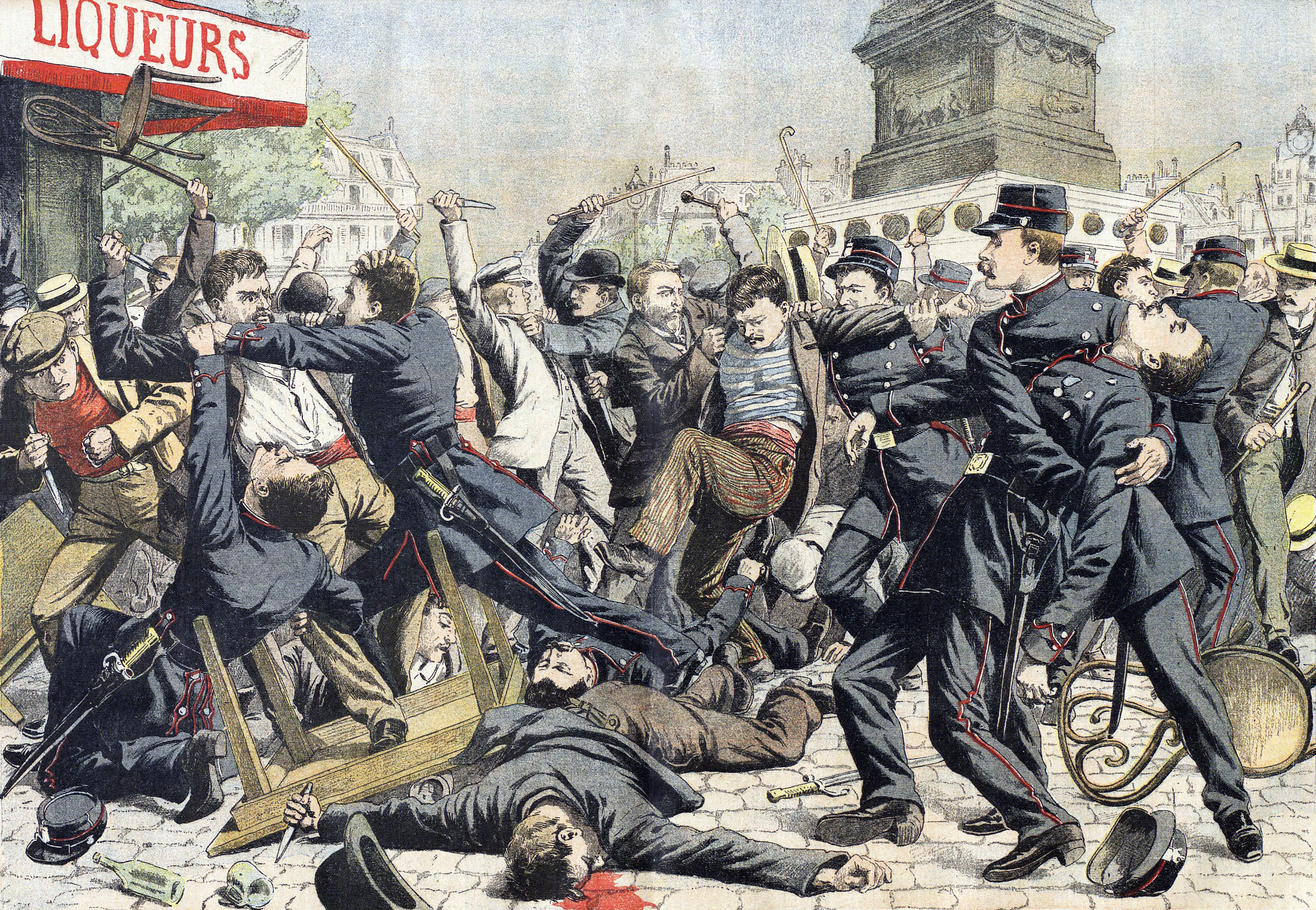
Des apaches combattant la police sur la place de la Bastille. Supplément illustré du Petit Journal, 14 août 1904.

L'apache fait l'objet de descriptions détaillées dans la presse, tenant presque de l'ethnographie, entre fiction et réalité - ainsi, un journaliste du Gaulois souligne le 13 septembre 1907 que l'« on ne sait plus aujourd'hui si l'apache, de création récente, a produit une certaine littérature ou si une certaine littérature a produit l'apache ».
L'image traditionnelle des apaches les décrit comme un ensemble de « bandes » de quartier. Chaque bande individuelle a son propre nom, qui peut revendiquer ses origines (« les Gars de Charonne », « les Loups de la Butte », « la bande des Quatre Chemins d'Aubervilliers »), une particularité physique ou vestimentaire (« les Cravates vertes », « les Habits noirs »), ou un chef (les Delignon, les Zelingen). Leur organisation n'est pas aussi stricte que celle d'une mafia ou d'un gang, et correspond plutôt à un simple réseau de camaraderies fluide et organisé autour d'une personnalité plus charismatique que les autres : en 1908, le Larousse mensuel illustré désigne ainsi l'« apacherie » comme une « réunion d'individus sans moralité ». Ces groupes vivent de vol, de bonneteau et d'autres arnaques, de proxénétisme, et affrontent la police ou s'affrontent entre bandes rivales, au couteau ou au revolver. Le capital guerrier influe ainsi sur l'identité du chef, souvent plus expérimenté ou connu pour ses faits d'armes, mais aussi sur la présence de jeunes prostituées en périphérie du groupe, en constituant le gage d'une protection.
Il s'agit d'individus jeunes, souvent mineurs, dont l'avenir pourrait aussi bien être la carrière criminelle que le retour dans les rangs de la société. Ils présentent une mode qui leur est propre, incluant le foulard, le pantalon « patte d'éph » de Bénard, le veston cintré, la ceinture en flanelle rouge... Ils portent également toujours une casquette à pont (casquette à haute passe) vissée au-dessus d'une nuque rasée et des cheveux lisses et pommadés ramenés en accroche-cœur. Après 1902, ils sont également régulièrement décrits comme tatoués. Le Figaro leur attribue ainsi un signe distinctif, « cinq points en croix tatoués sur la main gauche », tandis que Le Matin décroche une interview avec Médéric Chanut, tatoueur des apaches, le 19 août 1902. On leur attribue également des tatouages provocateurs à la façon de « Mort aux vaches », « Vive l'anarchie » ou « Le bagne sera mon tombeau ». Ils utilisent également régulièrement l'argot – javanais, louchebem et verlan par exemple.

#### Rôle des femmes apaches

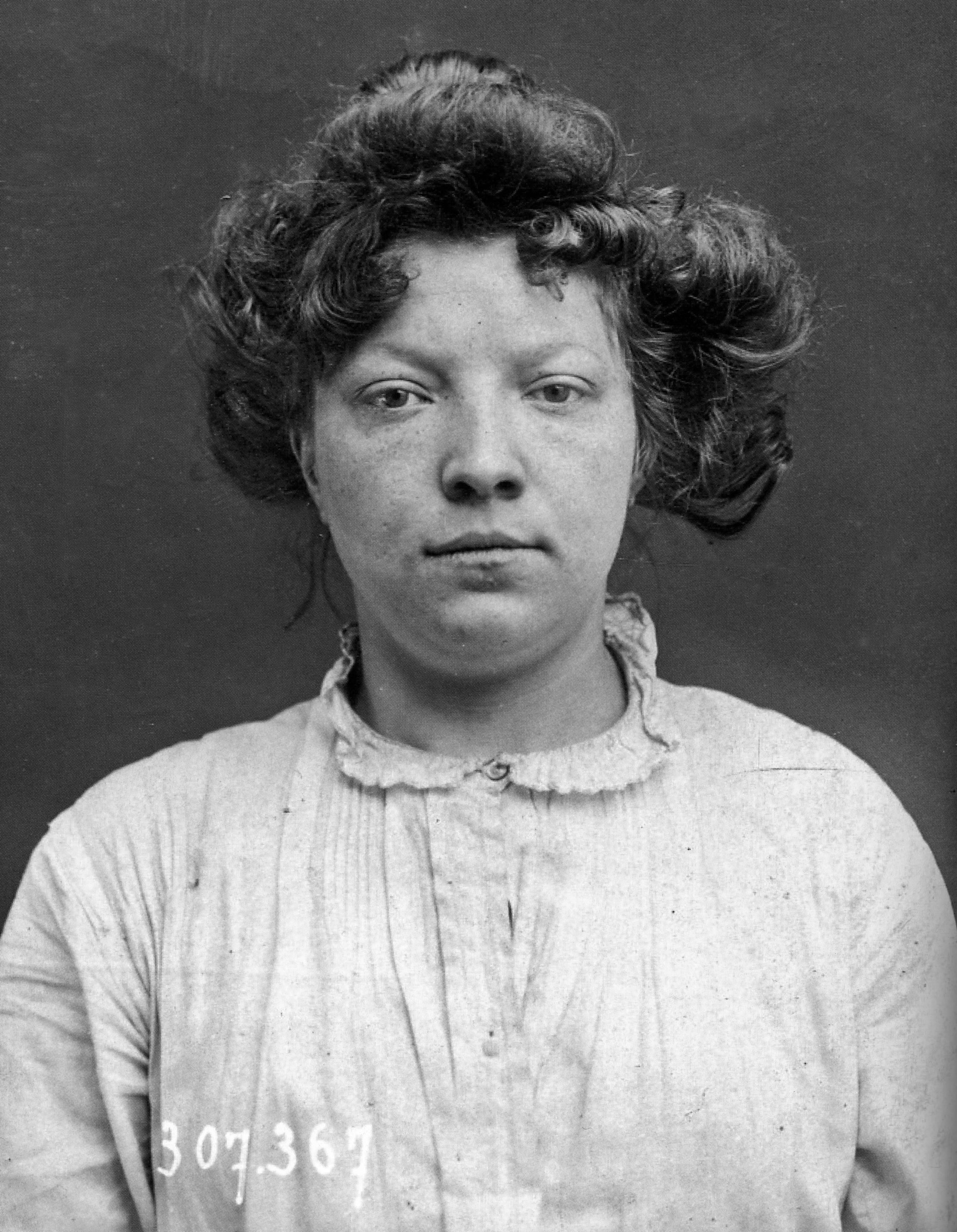
Photographie d'identité judiciaire d'Amélie Élie, surnommée Casque d'Or.

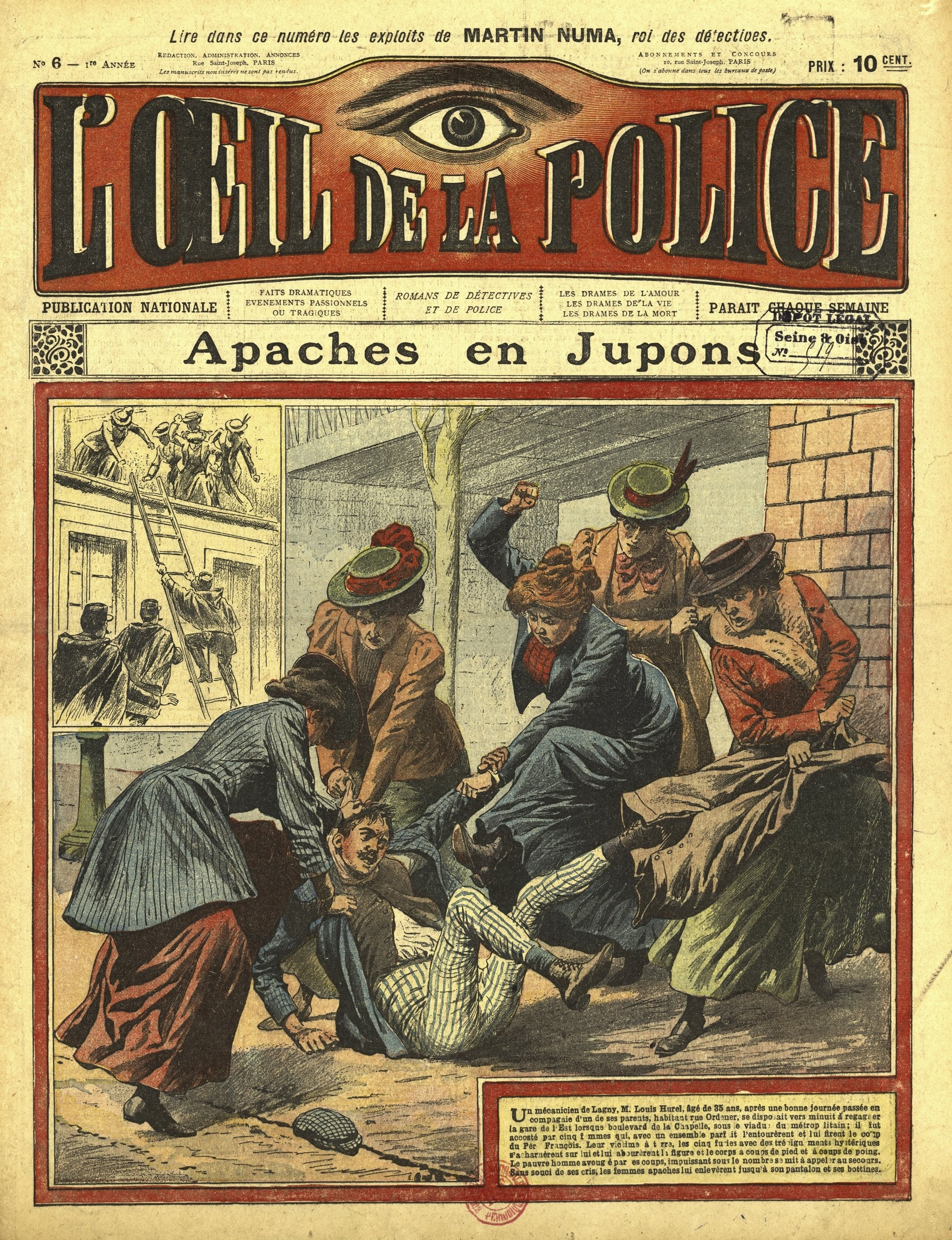
« Apaches en jupons », couverture illustrée du périodique L'Œil de la police no 6, 1908.

La personnalité emblématique de Casque d'Or illustre largement la place des femmes dans l'univers apache. Elle a été immortalisée par Simone Signoret dans le film Casque d'Or de Jacques Becker. Pour Michelle Perrot, « la question des filles est au cœur de la violence apache ». Objet de la violence des apaches (lorsqu'ils se battent pour elle), la femme apache constitue également une marchandise, puisqu'elle est souvent prostituée – en cela, elle peut également subir la violence du souteneur ou être remplacée par de nouvelles arrivantes. Elle peut, également, parfois être actrice de la violence, surtout dans le cadre de disputes entre prostituées se soldant à coups de couteau, à coups de revolvers, voire de vitriol.
Leur position est cependant ambigüe – les apaches n'étant pas, à proprement parler, des proxénètes. La femme apache conserve en partie sa liberté de circulation, ainsi qu'un libéralisme des attitudes qui tranche avec les mentalités de l'époque. Le récit de Casque d'Or et de ses deux amants est centré également sur la question de l'amour, bien qu'il soit soumis à caution. Michelle Perrot rappelle cependant, au terme de la description de ces relations complexes, que « le couple souteneur-prostituée, pivot de la famille apache, repose souvent sur l'équilibre de la terreur qu'engendre là comme ailleurs l'inégalité des sexes » et que « la femme en est la principale victime ».

## Dans la culture populaire

### Danse et musique

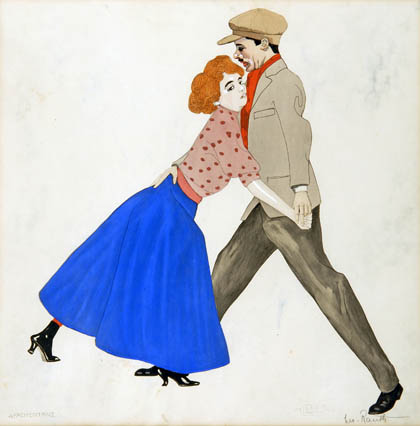
Du fait divers à la mode : la « danse apache » (Leo Rauth, 1911).

- Aristide Bruant chante Chez les apaches et Chant d'apaches (1911).
- Jean Sinoël chante  Y'a des apaches dans la maison (1909).
- Maurice Chevalier a créé la chanson de Richard Rodgers et Lorenz Hart The Poor Apache dans le film Love Me Tonight de Rouben Mamoulian (1932).
- Les Bérurier noir chantent Nuit apache, extrait de l'album Abracadaboum (1987).
- Red Cardell chante La Valse des apaches[39], extrait de l'album Soleil blanc (2010).
- La « danse apache », principalement appelée valse chaloupée, est une danse née de la culture populaire au début du XXe siècle, à l'instar de la java, mais beaucoup plus dramatique et querelleuse que celle-ci. Elle est souvent décrite comme mimant une violente « discussion » entre un proxénète et une prostituée. « Brutale, vive et acrobatique », la danse évoque « un combat physique entre l'homme et la femme, chacun distribuant à son tour les coups fictifs et prenant le dessus dans le pas de danse[40]. »
- La Mano Negra chante en 1987 dans La Ronde de nuit sur l'album Patchanka (« Dans la rue il n'y a plus que des matons, tous les apaches sont en prison »).
- Renaud dans la chanson Manu en 1981 : "Manu faut qu'tu t'arraches. Elle peut pas être heureuse. Dans les bras d'un apache."

### Théâtre
- Mécislas Golberg, Le Sang des perles (en 1 acte, 6 scènes), Sèvres, Société de l'édition libre, 1911, 40 p.
- Macha Makeïeff a créé le spectacle de théâtre et de danse nommé « Les Apaches », une plongée dans l'intimité des loges d'un ancien music-hall où les acteurs, danseurs et acrobates miment et rejouent le quotidien des apaches.

Cette danse brutalement jouée et dansée, comprenait gifles et coups de poing, l'homme tire la femme par les cheveux, la jette à terre, la ramasse et la lance en l'air, alors qu'elle lutte ou feint l'inconscience. Ainsi, les concordances des actions de danse sont nombreuses avec la danse moderne, le rock acrobatique notamment, mais aussi les sports de combat et le catch. Dans certains cas, la femme peut se défendre et riposter.
Dans les années 1930, cette danse délaissant les bouges et les bas-fonds sera surtout jouée dans les cabarets.

### Filmographie

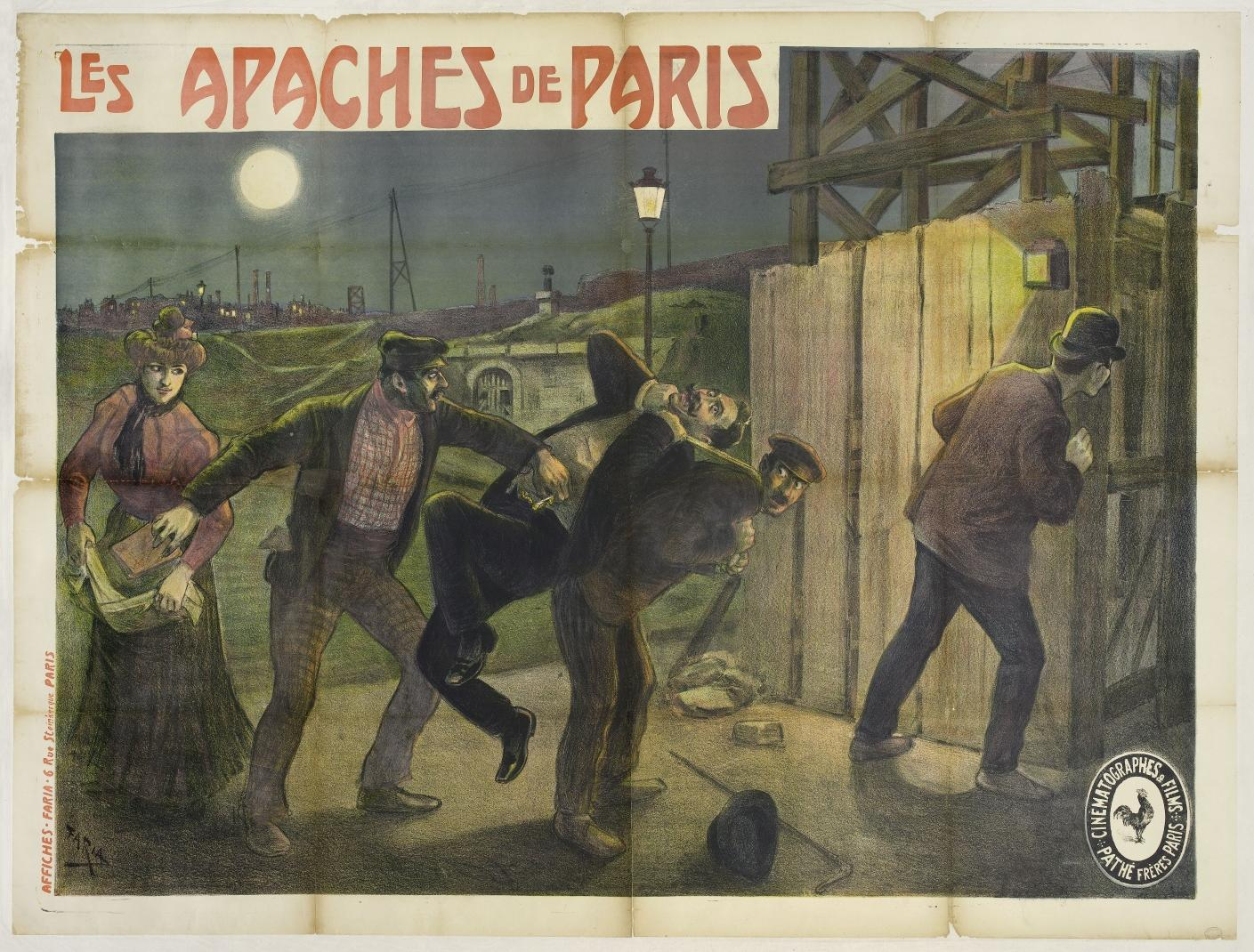
Les Apaches de Paris, film réalisé par Ferdinand Zecca, 1905 (affiche de Cândido de Faria).

#### Cinéma
- 1904 : Les Apaches, court métrage muet et comique de Georges Méliès.
- 1905 : Les Apaches de Paris, film muet de Ferdinand Zecca, Pathé Frères.
- 1908 : La Grève des apaches, court métrage muet et comique de Romeo Bosetti.
- 1919: 
  - L'Apache de Joe De Grasse.
  - Die Apachen (en) de Ewald André Dupont.
- 1925 : 
  - Parisian Love de Louis Gasnier avec en vedette Clara Bow dans le rôle d'une apache.
  - The Apache de Adelqui Migliar.
- 1927 : Paname... n'est pas Paris de Nikolai Malikoff.
- 1940 : Les Musiciens du ciel de Georges Lacombe avec René Lefèvre en apache.
- 1952 : Casque d'Or de Jacques Becker. Interprété par Simone Signoret dans le rôle titre, il a grandement contribué à populariser l'histoire des apaches dans les années 1950, à populariser l'histoire d'Amélie Élie, mais également à romanticiser le phénomène.
- 2021 : Le Rêve des apaches, court métrage d'Hélie Chomiac.
- 2023 : Apaches de Romain Quirot.

#### Télévision

##### Série
- 2019 : Le Bazar de la Charité d'Alexandre Laurent.

### Littérature

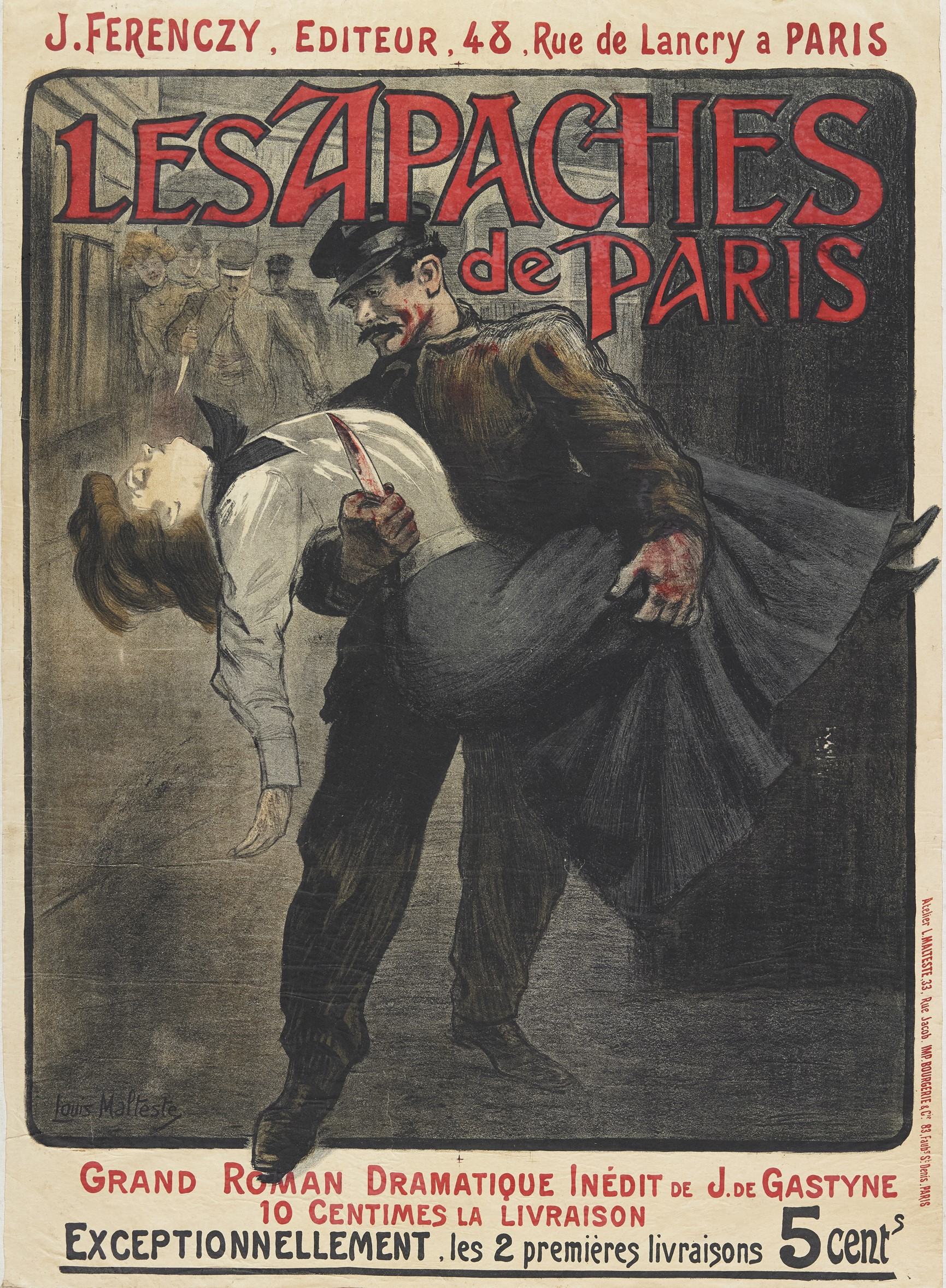
Affiche publicitaire de Louis Malteste pour Les Apaches de Paris, roman de Jules de Gastyne.

- Amélie Élie, Mémoires de Casque d'Or, publié en dix-huit livraisons dans Fin de siècle, du 5 juin au 3 août 1902. Réédité dans : Quentin Deluermoz, Chroniques du Paris apache (1902-1905), Paris, Mercure de France, collection « Le Temps retrouvé », 2008.
- Alphonse Gallais, Amours d'apaches : roman de la basse pègre, Paris, P. Fort, 1903, 270-16 p.
- Charles-Henry Hirsch, Le Tigre et Coquelicot, Paris, Librairie universelle, 1905, 351 p.
- Alfred Machard, L'Épopée au faubourg, récits et romans de Paris (édition définitive), Paris, Éditions Diderot, 2 vol. , 1946, 379 et 331 p.

### Style apache
Cette sous-culture est également reliée à certains accessoires qui définiraient le « style apache », un style particulier, comprenant entre autres la casquette apache, la chemise apache (fripée), le couteau apache (un cran d'arrêt dénommé le « surin » ou l'« eustache » en argot). L'« eustache » est un petit couteau populaire comme arme parmi les apaches, portant le nom de son inventeur,

### Sources primaires

#### Écrits contemporains
- Camille Toureng, « Les Apaches et la Presse », Pages libres, no 359, 7e année, 16 novembre 1907, pp. 489-502.
- « À propos des forçats, des apaches et de la presse (correspondance) », Pages libres, no 361, 7e année, 30 novembre 1907, p. 568-571.
- Anonyme, « Les conscrits du crime », Lectures pour tous, no 10, juillet 1908.
- Lejeune (Dr), Faut-il fouetter les « apaches » ? La criminalité dans les grandes villes : psycho-physiologie de l'apache ; la pénalité applicable aux apaches, son insuffisance ; les châtiments corporels : avantages et inconvénients ; esquisse de la flagellation pénale dans l'histoire et en législation comparée : les apaches et le fouet, Paris, Librairie du Temple, 1910, 117 p.
- Rodolphe Archibald Reiss (préf. Louis Lépine), Manuel de police scientifique (technique), Lausanne / Paris, Librairie Payot & Cie / Félix Alcan, 1911, 515 p. (lire en ligne).

#### Études
- Anne-Claude Ambroise-Rendu, Crimes et délits : une histoire de la violence de la Belle Époque à nos jours, Paris, Nouveau Monde, 2006, 383 p. (ISBN 2-84736-167-7).
- Jérôme Beauchez, Les sauvages de la civilisation : regards sur la Zone, d'hier à aujourd'hui, Paris, Éditions Amsterdam, 2022, 457 p. (ISBN 978-2-35480-242-4, présentation en ligne), [présentation en ligne].
- Jérôme Beauchez, « The Iconic Apache : Early 1900s Paris and the Making of a Criminal Bogeyman », The British Journal of Criminology,‎ 2024 (DOI 10.1093/bjc/azae022).
- Jean-Marc Berlière, « Sécurité et insécurité au début du vingtième siècle », dans Paul Mbanzoulou et François Dieu (dir.), Administration pénitentiaire et justice : un siècle de rattachement, Limoges, L'Harmattan, coll. « Criminologie / Champ pénitentiaire », 2015, 248 p. (ISBN 978-2-343-00412-9), p. 23-38.
- Catherine Coquio, « Le dernier des Apaches ou qui a peur à Paris vers 1900 ? », dans Pierre Glaudes (dir.), Terreur et représentation : actes du colloque international, Besançon, 15, 16 et 17 novembre 2006, Grenoble, Éditions littéraires et linguistiques de l'université de Grenoble (ELLUG), 1996, 352 p. (ISBN 2-902709-93-5), p. 63-82.
- Laurent Cousin, Les Apaches : délinquance juvénile à Paris au début du XXe siècle, mémoire de maîtrise, Histoire, Paris 7, 1976, dactylographié, 102 f°.
- Christiane Demeulenaere-Douyère, « Quand Le Petit Parisien inventait « les Apaches » », Gavroche, no 100 (17e année),‎ 1998, p. 1-6.
- Francis Démier, « Délinquants à Paris à la fin du XIXe siècle », Recherches contemporaines, no 4,‎ 1997, p. 209-240 (lire en ligne).
- Pierre Drachline et Claude Petit-Castelli, Casque d'Or et les Apaches, Paris, Renaudot et Cie, coll. « Biographies », 1990, 213 p. (ISBN 978-2-87742-052-5, BNF 36651829).
- Jean-Claude Farcy, « Essai de mesure de la délinquance juvénile dans le Paris du XIXe siècle », dans Jean-Claude Caron, Annie Stora-Lamarre et Jean-Jacques Yvorel (dir.), Les âmes mal nées. Jeunesse et délinquance urbaine en France et en Europe (XIXe-XXe siècles) : actes du colloque international, Besançon, 15, 16 et 17 novembre 2006, Besançon, Presses universitaires de Franche-Comté, coll. « Annales littéraires de l'Université de Franche-Comté. Série Historiques » (no 31), 2008, 405 p. (ISBN 978-2-84867-244-1), p. 33-48.
- Jean-Claude Farcy, « Violence juvénile à Paris au temps des apaches. Fin XIXe - début du XXe siècle », dans Xavier De Weirt et Xavier Rousseaux (dir.), Violences juvéniles urbaines en Europe : histoire d'une construction sociale, Louvain-la-Neuve, Presses universitaires de Louvain, coll. « Histoire, justice, sociétés », 2011, 260 p. (ISBN 978-2-8746-3258-7, lire en ligne), p. 97-122.
- Gérard Jacquemet, « La violence à Belleville au début du XXe siècle », Bulletin de la Société de l'histoire de Paris et de l'Île-de-France, Paris, Librairie d'Argences,‎ 1978 (105e année), p. 141-167.
- Dominique Kalifa, « Chez les apaches : un texte de Paul Matter », Cahiers de la sécurité intérieure, no 18,‎ 4e trimestre 1994, p. 159-170.
- Dominique Kalifa, L'encre et le sang : récits de crimes et société à la Belle Époque, Paris, Fayard, 1995, 351 p. (ISBN 978-2-213-59513-9, BNF 37669189, présentation en ligne), [présentation en ligne], [présentation en ligne].
- Dominique Kalifa, « Des apaches dans les cités », L'Histoire, no 218,‎ février 1998, p. 28-29.
- Dominique Kalifa, « Archéologie de l'Apachisme : les représentations des Peaux-Rouges dans la France du XIXe siècle », Revue d'histoire de l’enfance « irrégulière », Rennes / Roubaix, Presses universitaires de Rennes / éditions de l'École nationale de protection judiciaire de la jeunesse « Images de l'enfance et de la jeunesse « irrégulières » », no 4,‎ 2002, p. 19-37 (ISSN 1777-540X, lire en ligne). Repris dans : Dominique Kalifa, Crime et culture au XIXe siècle, Paris, Perrin, coll. « Pour l'histoire », 2005, 331 p. (ISBN 978-2-262-02012-5, BNF 39904017), « Archéologie de l'Apachisme : barbares et Peaux-Rouges au XIXe siècle », p. 44-66.
- Dominique Kalifa, Les bas-fonds : histoire d'un imaginaire, Paris, Éditions du Seuil, coll. « L'univers historique », 2013, 394 p. (ISBN 978-2-02-096762-4, BNF 43522066, présentation en ligne), [présentation en ligne].
- Sébastien Le Pajolec et Jean-Jacques Yvorel, « Du « gamin de Paris » aux « jeunes de banlieue » », dans Myriam Tsikounas (dir.), Imaginaires urbains du Paris romantique à nos jours : du Paris romantique à nos jours, Paris, Éditions le Manuscrit, coll. « Sciences de la ville », 2011, 359 p. (ISBN 978-2-304-03366-3), p. 210-246.
- Michelle Perrot, « Les « Apaches », premières bandes de jeunes », dans Les marginaux et les exclus dans l'histoire : Cahiers Jussieu no 5, Paris, Union générale d'éditions, coll. « 10/18 » (no 1290), 1979, 439 p..  Article repris dans : Michelle Perrot, Les ombres de l'histoire : crime et châtiment au XIXe siècle, Paris, Flammarion, 2001, 427 p. (ISBN 978-2-08-067914-7, présentation en ligne), [présentation en ligne]. Réédition : Michelle Perrot, Les ombres de l'histoire : crime et châtiment au XIXe siècle, Paris, Flammarion, coll. « Champs », 2003, 427 p., poche (ISBN 978-2-08-080059-6), « Dans le Paris de la Belle Époque, les « Apaches », premières bandes de jeunes », p. 351-364.
- Michelle Perrot, « Dans le Paris de la Belle Époque, les « Apaches », premières bandes de jeunes », Revue de l'enfance et de l'adolescence, no 67 « Ces comportements qui troublent »,‎ mai 2007, p. 71-78 (ISBN 978-2-74920-736-0, lire en ligne).
- Michelle Perrot, « Des apaches aux zoulous... ou de la modernité des apaches », dans Enfance délinquante, enfance en danger : une question de justice, actes du colloque de la Sorbonne, Paris, 1 et 2 février 1995, Paris, ministère de la Justice, 1996, pp. 49-54.
- Régis Pierret, « Les Apaches, 1900-1914, premier acte de violence des jeunes en milieu urbain », dans Manuel Boucher et Alain Vulbeau (dir.), Émergences culturelles et jeunesse populaire. Turbulences ou médiations ?, Paris, L'Harmattan, coll. « Débats jeunesses », 2003, 359 p. (ISBN 2-7475-4483-4, lire en ligne), p. 215-227.
- Régis Pierret, « Apaches et consorts à l'origine des tribunaux pour enfants », Vie sociale, no 4,‎ 2013, p. 79-96 (lire en ligne).
- Odile Roynette, « Les Apaches à la caserne », dans Michel Biard, Annie Crépin et Bernard Gainot (dir.), La plume et le sabre : volume d'hommages offerts à Jean-Paul Bertaud, Paris, Publications de la Sorbonne, coll. « Histoire moderne » (no 45), 2002, 552 p. (ISBN 2-85944-439-4, présentation en ligne, lire en ligne), p. 353-368.
- (de) C. Bettina Schmidt, Jugendkriminalität und Gesellschaftskrisen : Umbrüche, Denkmodelle und Lösungsstrategien im Frankreich der Dritten Republik (1900-1914), Stuttgart, Franz Steiner Verlag, coll. « VSWG. Beihefte » (no 182), 2005, 589 p. (ISBN 978-3-515-08706-3, BNF 40216354, présentation en ligne).
- C. Bettina Schmidt, « Élucider les images des « apaches » : pratiques, logiques et limites des enquêtes (1900-1914) », dans Jean-Claude Farcy, Dominique Kalifa et Jean-Noël Luc (dir.), L'enquête judiciaire en Europe au XIXe siècle : acteurs, imaginaires, pratiques, Paris, Créaphis, 2007, 385 p. (ISBN 978-2-913610-92-7, présentation en ligne), p. 349-360.
- Évelyne Sire-Marin, « Jeunesse et justice, les classes d'âge dangereuses », Vie sociale, Paris, La Découverte, no 59 « La tyrannie de l'âge »,‎ 2009, p. 67-74 (lire en ligne).
- Marc Uhry, Paris aux apaches (1902-1914). Exemple de construction d'une peur hallucinatoire du criminel moderne, mémoire, IEP, Sciences politiques, Grenoble, 1994, dact., 103 et 65 f°.
- Jean-Jacques Yvorel, « De Gavroche aux apaches : sources et méthodes d'une histoire des illégalismes juvéniles », dans Frédéric Chauvaud et Jacques-Guy Petit (dir.), L'histoire contemporaine et les usages des archives judiciaires (1800-1939), Paris, Honoré Champion, coll. « Histoire et archives. HS » (no 2), 1998, 490 p., p. 451-462.

#### Essais
- Edmond Locard, Contes apaches, Lyon, Éditions Lugdunum, 1934, 237 p.
- Anonyme, « Délinquance et criminalité : regards sur le passé [les apaches, 1901-1905] », in Liaisons, no 202, octobre 1973, pp. 14-17.
- Claude Dubois, Apaches, voyous et gonzes poilus : le milieu parisien du début du siècle aux années soixante, Paris, Parigramme, 1996, 140 p.,  (ISBN 2-84096-062-1). Nouvelle édition revue, corrigée et augmentée : Paris Gangster. Mecs, macs et micmacs du milieu parisien, Paris, Parigramme, 2004, 206 p.
- (es) Servando Rocha, Apaches. Los salvajes de París, La Felguera, 2014.

### Documentaires
- À la belle époque des mauvais garçons, auteur-réalisateur : Nicolas Lévy-Beff, auteur : Emmanuel Migeot, production : AB, diffusion : Toute l'Histoire.